# Sinh vật nguyên sinh
Sinh vật nguyên sinh hay Nguyên sinh vật là một nhóm vi sinh vật nhân chuẩn có kích thước hiển vi. Trong lịch sử, sinh vật nguyên sinh được cho là giới Protista nhưng nhóm này đã không được thừa nhận trong nguyên tắc phân loại hiện đại. Thay vào đó nó tốt hơn được coi là một nhóm lỏng lẻo gồm 30 hoặc 40 ngành riêng rẽ với sự kết hợp đa dạng của kiểu dinh dưỡng, đặc điểm, cơ chế vận động, bề mặt tế bào và vòng đời."

## Hệ thống phân loại

### Các phân loại lịch sử
Cấp đầu tiên của sinh vật nguyên sinh từ các sinh vật khác trong thập niên 1830, khi nhà sinh học Đức Georg August Goldfuss đưa ra từ protozoa để chỉ các sinh vật như ciliate và san hô. Nhóm này được mở rộng vào năm 1845 bao gồm tất cả các động vật đơn bào như foraminifera và amoebae. Thể loại phân loại chính thức Protoctista được đề xuất đầu tiên vào đầu thập niên 1860 bởi John Hogg, ông cho rằng protist nên bao gồm những loại mà ông thấy chúng có dạng đơn bào nguyên thủy ở cả động và thực vật. Ông định nghĩa Protoctista là "Giới thứ tư của tự nhiên", thêm vào cùng với các giới truyền thống khác như thực vật, động vật, và mineral. Giới mineral sau đó bị Ernst Haeckel loại khỏi hệ thống phân loại, nên chỉ còn lại thực vật, động vật, và protist là "giới của các dạng sống nguyên thủy".
Herbert Copeland lấy lại tên gọi của Hogg gần một thế kỷ sau đó, ông cho rằng "Protoctista" theo nghĩa đen là "dạng được thành tạo đầu tiên", Copeland đã so sánh với thuật ngữ protista của Haeckel nó bao gồm cả vi sinh vật như vi khuẩn. Thuật ngữ protoctista của Copeland thì không bao gồm. Ngược lại, thuật ngữ của Copeland bao gồm các sinh vật nhân chuẩn có nhân như tảo cát, tảo lục và nấm. Phân loại này là nền tảng cho việc định nghĩa sau đó của Whittaker về Nấm, Động vật, Thực vật và Protista là 4 giới của sự sống. Giới Protista sau đó được điều chỉnh để tách prokaryote ra thành một giới riêng biệt Monera, các protist còn lại là một nhóm vi sinh vật nhân chuẩn. Năm giới này vẫn là hệ thống phân loại được chấp nhận cho đến khi phát triển phát sinh loài phân tử vào cuối thế kỷ 20, khi nó thể hiện rõ ràng rằng không phải protist cũng không phải là các nhóm riêng biệt của các sinh vật có quan hệ với nhau (chúng không phải là nhóm đơn ngành).

### Phân loại hiện tại
Mặc dù hệ thống phân loại học ngày nay không xem sinh vật nguyên sinh là một cấp phân loại chính thức, thuật ngữ protist hiện được hiểu theo 2 cách. Định nghĩa hiện đại phổ biến nhất theo phát sinh loài là một nhóm cận ngành: protist là bất kỳ loài nào có nhân chuẩn nhưng không phải là động vật, thực vật trên cạn, hoặc nấm. Cách hiểu thứ hai miêu tả protist chủ yếu theo tiêu chí chức năng hoặc sinh học: protist động vật nguyên sinh cơ bản là những sinh vật đơn bào chứ không phải đa bào, mà chúng tồn tại ở dạng những tế bào độc lập hoặc chúng tập hợp thành tập đoàn, mà không cho thấy sự khác biệt về mô.
Phân loại học động vật nguyên sinh vẫn đang thay đổi. Các hệ thống phân loại mới hơn cố gắng thể hiện các nhóm đơn ngành dựa trên siêu cấu trúc, sinh hóa, và gene. Bởi các sinh vật nguyên sinh nhìn tổng thể là cận ngành, các hệ thống như thế này thường tách hoặc loại bỏ cấp giới, thay vì xếp các nhóm sinh vật đơn bào như dòng riêng biệt của sinh vật nhân chuẩn. Cơ chế gần gây của Adl (2005) thì ví dụ rằng không quan tâm đế cấp bậc phân loại chính thức (ngành, lớp,...) và thay vào đó chỉ liệt kê các sinh vật theo trật tự thứ bậc. Điều này có khuynh hướng làm cho việc phân loại trở nên ổn định hơn trong khoảng thời gian dài và dễ cập nhật hơn. Một số nhóm chính của động vật nguyên sinh, có thể được xếp vào ngành (phyla), được liệt kê trong hộp phân loại ở đúng vị trí của nó. Nhiều nhóm được cho là đơn ngành, dù rằng chúng vẫn chưa chắc chắn. Ví dụ, excavata có thể không phải đơn ngành và chromalveolata có thể là đơn ngành nếu không tính haptophyta và cryptomonad.

## Trao đổi chất
Những sinh vật nguyên sinh khác nhau có dinh dưỡng khác nhau. Ví dụ ở flagellata, cơ chế lọc thức ăn có thỉnh thoảng có thể xảy ra ở nơi mà flagella tìm thấy con mồi. Các sinh vật nguyên sinh khác có thể nhấn chìm vi khuẩn và tiêu hóa chúng bên trong, bằng cách mở rộng màng tế bào của chúng xung quanh thức ăn để tạo một không bào tiêu hóa. Sau đó, nó được đưa vào bên trong tế bào qua endocytosis (thường là thực bào; đôi khi là pinocytosis).
| Loại thức ăn | Nguồn năng lượng  | Nguồn cacbon                            | Ví dụ                              |
| ------------ | ----------------- | --------------------------------------- | ---------------------------------- |
| Phototrophs  | Ánh sáng mặt trời | Các hợp chất cacbon hay tổng hợp cacbon | Tảo, Dinoflagellata hay Euglena    |
| Organotroph  | Hợp chất hữu cơ   | Hợp chất hữu cơ                         | Apicomplexa, Trypanosomes hay Amip |

## Hình ảnh

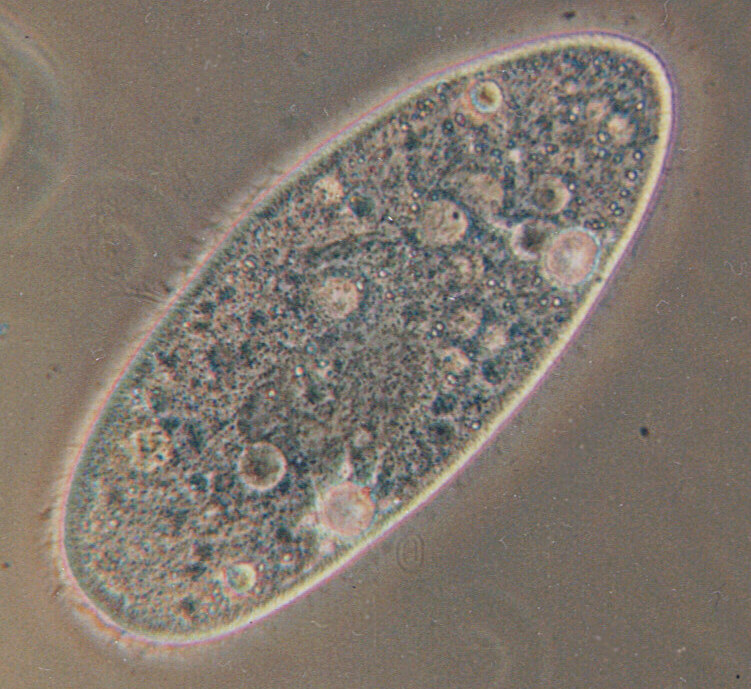
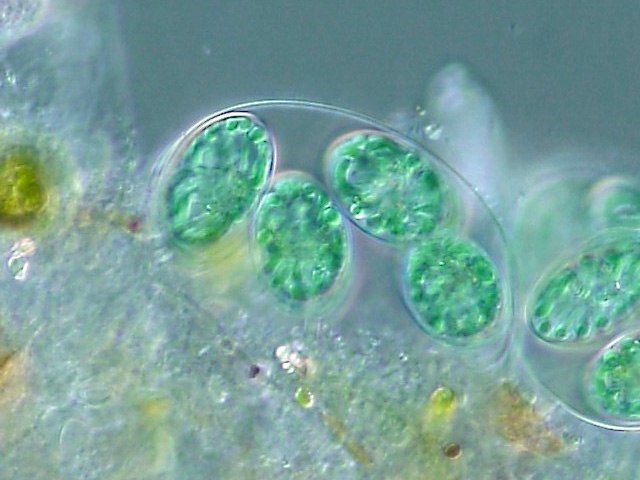
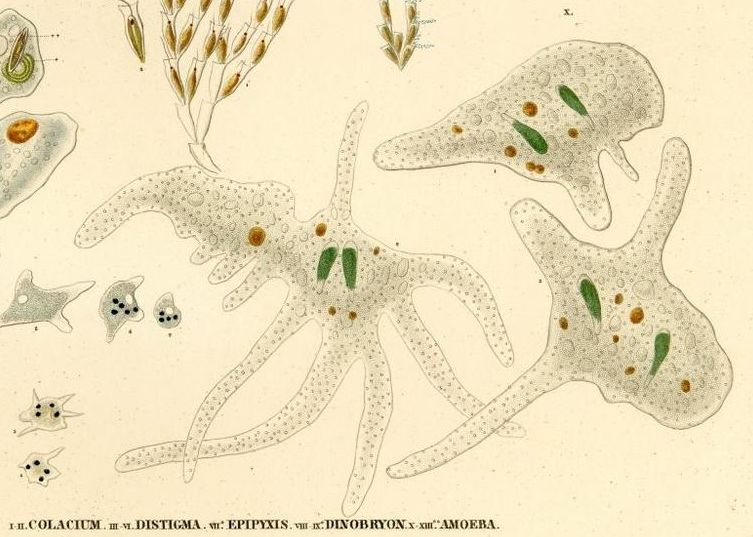